# EA Sports
EA Sports je hčerinsko podjetje družbe Electronic Arts, specializirano za razvoj in izdajo športnih video iger. Začetni marketinški trik Electronic Arts je zajemal posnemanje resničnih športnih omrežij pod imenom "EA Sports Network" (EASN) s podobami ali logotipi. Sčasoma se je ta pobuda razvila v samostojno podznamko, ki je ustvarjala serije iger, kot so EA Sports FC, PGA Tour, NHL, NBA Live in Madden NFL.
Večino iger pod blagovno znamko EA Sports razvijajo v studiih EA Vancouver, ki se nahaja v Burnabyju, Britanska Kolumbija, in EA Tiburon, ki se nahaja v Maitlandu, Florida. Glavni tekmec EA Sports je 2K Sports, še posebej v konkurenci iger NBA, kjer je 2K znan po svoji seriji NBA 2K. Konami prav tako sodeluje v konkurenci na področju nogometnih iger s svojo serijo eFootball.
Nekaj let po ustanovitvi blagovne znamke so se vse igre EA Sports začele z značilnim petsekundnim videoposnetkom, ki je predstavljal blagovno znamko, pri čemer je Andrew Anthony podajal njen moto, "To je v igri." Ta moto pomeni, da so se igre osredotočale na simulacijo resničnih športov z največjo verodostojnostjo in popolnostjo. Anthony ni nikoli prejel plačila za svojo vlogo in je sodeloval zgolj kot prijateljska gesta.
V nasprotju z nekaterimi drugimi podjetji za športne igre EA Sports nima posebnih vez z eno samo platformo, kar pomeni, da so vse igre izdane za najbolj prodajane aktivne platforme, včasih dolgo po tem, ko jih večina drugih podjetij opusti. Na primer, FIFA 98, Madden NFL 98, NBA Live 98 in NHL 98 so bile izdane za Sega Genesis in Super NES skozi celo leto 1997. Madden NFL 2005 in FIFA 2005 sta izšla za PlayStation leta 2004, pri čemer sta bila oba tudi zadnja izdana naslova za PlayStation. NCAA Football 08 je leta 2007 izšla za Xbox. Madden NFL 08 je bil leta 2007 izdan tudi za Xbox in GameCube, pri čemer je bil zadnji naslov, izdan za GameCube, medtem ko je Madden NFL 09 sledil kot zadnji naslov za Xbox. Poleg tega sta bili NASCAR Thunder 2003 in NASCAR Thunder 2004 izdani ne samo za PlayStation 2, ampak tudi za originalno PlayStation. Blagovna znamka EA Sports se uporablja za sponzoriranje ekipe Swindon Town FC v angleški nogometni ligi od sezone 2009–2010 dalje, prav tako pa za EA Sports Cup v Republiki Irski. Julija 2021 so hekerji, ki so vdrli v Electronic Arts junija 2021, sprostili celoten predpomnilnik ukradenih podatkov, potem ko jim ni uspelo izsiljevati podjetja in pozneje prodati ukradenih datotek tretjemu kupcu. Pred začetkom sezone 2023–24 je EA Sports podpisal pogodbo s španskim nogometnim ligaškim združenjem Liga Nacional de Fútbol Profesional za sponzoriranje tako prvorazrednih kot drugorazrednih tekmovanj, ki sta bila poimenovana "LaLiga EA Sports" in "LaLiga Hypermotion" za pet sezon s pogodbo v vrednosti 30 milijonov evrov na leto.
Hunija 2023 je EA napovedal prestrukturiranje podjetja, pri čemer je ustanovil dva ločena oddelka znotraj organizacije: EA Entertainment in EA Sports. V okviru tega prestrukturiranja je Cam Weber imenovan za predsednika oddelka EA Sports.

## Zgodovina

### Ekskluzivni posli
Leta 2003 je EA pridobil licenco NASCAR za obdobje šestih let, s čimer je končal konkurenco Papyrus in Infogrames. Licenca NASCAR je potekla leta 2009, nato pa je postala last Polyphony Digital za serijo Gran Turismo, začenši z Gran Turismo 5. Prav tako je bila licenca v lasti podjetja Eutechnyx za serijo NASCAR The Game od leta 2011 do 2015.
Dne 13. decembra 2004 je EA Sports podpisal petletno ekskluzivno pogodbo z nacionalno nogometno ligo (NFL) in njenim sindikatom igralcev. Kasneje, 12. februarja 2008, je EA Sports objavil podaljšanje svoje ekskluzivne pogodbe do sezone NFL 2012.
Manj kot mesec dni po sklenitvi ekskluzivne pogodbe z NFL dne 11. januarja 2005, je EA Sports podpisal štiriletno ekskluzivno pogodbo z Arena Football League (AFL).
Dne 11. aprila 2005 sta National Collegiate Athletic Association (NCAA) in EA Sports podpisala šestletno pogodbo, s katero je EA Sports pridobil izključne pravice za proizvodnjo univerzitetnih nogometnih iger.
Leta 2005 je EA izgubil pravice za igre Major League Baseball (MLB) v korist 2K Sports, kar je označilo konec serije MVP EA. Kljub izgubi licence za MLB je EA nadaljeval z ustvarjanjem iger NCAA Baseball v letih 2006 in 2007.
Januarja 2008 je EA Sports odločil, da ne bo obnovil licence za NCAA College Baseball, hkrati pa je preučeval status svojega igralnega mehanizma MVP.
Leta 2005 sta EA Sports in ESPN sklenila obsežno 15-letno pogodbo za vključitev ESPN v video igre EA Sports, pri čemer sta izrinila 2K Sports in Sega.    V obdobju trajanja pogodbe se je uporaba licence ESPN s strani EA nenehno povečevala. Začelo se je z radijskimi oddajami ESPN in športnimi logotipi v naslovih, kot so Madden NFL, NBA Live, Tiger Woods PGA Tour, ter NCAA Baseball in Football. Integracija ESPN zdaj zajema tudi pretočne podkaste, besedilne članke (vključno s vsebino, ki je bila prej dostopna le naročnikom ESPN Insider), ter video vsebine, kot je ESPN Motion, ki vključujejo programe, kot je Pardon the Interruption.
Zadeva zveznega okrožja O'Bannon proti NCAA, ki je bila razrešena leta 2014, se je ukvarjala s pravicami univerzitetnih športnikov do nadzora nad svojimi likovnimi podobami v izdelkih, ki so na koncu proizvodne verige in so last NCAA. Posebej je bila prizadeta košarkarska serija EA NCAA Basketball 09, ki je bila prvič izdana leta 2009, in ta zadeva je privedla do opustitve celotne linije NCAA Basketball s strani EA tistega leta. Razsodba v korist univerzitetnih športnikov je še dodatno otežila licenciranje njihovih likov za igre, ki jih je ustvaril EA. Čeprav je EA nadaljeval s serijo NCAA Football, je NCAA leta 2013 prekinila svojo licenčno pogodbo z EA zaradi več dejavnikov, med drugim tudi zaradi primera O'Bannon in težav v zvezi z licenciranjem za profesionalne športne igre.
Dne 4. junija 2012 je EA podpisal "večletno partnerstvo z več izdelki" z Ultimate Fighting Championship in s tem prevzel vodenje od podjetja THQ.
Po izdaji igre Rory McIlroy PGA Tour leta 2015 je EA Sports napovedal konec svoje serije PGA Tour po 25 letih. Omenjena igra je bila maja 2018 umaknjena iz digitalnih trgovin. Kasneje je 2K Sports prevzel licenčno pogodbo s PGA Tour in začel izdajati igre, začenši z izdajo The Golf Club 2019, ki vključuje PGA Tour leta 2018.
Leta 2020 so Liga NFL, združenje igralcev lige NFL in EA potrdili svojo ekskluzivno pogodbo za športne simulacijske igre lige NFL. Ta pogodba naj bi trajala do sezone NFL 2025–2026, s možnostjo neobveznega enoletnega podaljšanja. Po novi pogodbi ima EA pravico razvijati igre NFL zunaj tipičnih naslovov EA Madden, vključno z igrami za mobilne naprave.
Leta 2021 je EA napovedal svoj ponoven vstop v svet univerzitetnih športov z igro EA College Football, ki naj bi izšla v naslednjih nekaj letih. Igra ne bo vsebovala podob igralcev, temveč bo uporabljala licencirane blagovne znamke, povezane z univerzitetnim nogometom, kot so imena ekip, uniforme in stadioni, prek Collegiate Licensing Company. Ob napovedi igre NCAA še ni imela končnih pravil o plačilu igralcev glede na njihovo priljubljenost, zato EA ni vključila podob igralcev v igro. Če bodo ustrezni predpisi vzpostavljeni do izida igre, je EA izjavil, da bodo takrat vključili podobe igralcev. Notre Dame je odgovoril, da do vzpostavitve takšnih pravil ne namerava sodelovati v igri EA. V času te objave EA ni imel drugih sporazumov z drugimi športi NCAA. Poleg tega je EA v istem mesecu pridobil Codemasters, razvijalca serije F1, s čimer je ponovno pridobil pravice za izdajo iger F1.
Maja 2021 je EA pridobil Metalhead Software, razvijalce serije Super Mega Baseball. EA je izrazil namero, da želi integrirati ključne vidike te serije z licenciranjem MLB, z namenom ponovne izdaje licenčne bejzbolske igre v prihodnosti.
EA je sklenil dogovor s FIFA za uporabo imena in blagovne znamke FIFA v svoji seriji EA FIFA, skupaj z več kot 300 ločenimi dogovori z ligami in ekipami za njihova imena, logotipe ter pravice do podobnosti igralcev. The New York Times je poročal v oktobru 2021, da je FIFA v prejšnjih dveh letih začela pogajanja z EA o obnovitvi teh pravic v smeri ekskluzivne pogodbe. Vendar so se pogajanja zapletla zaradi več opozoril, ki jih je FIFA postavila. Med zahtevami FIFA je bilo tudi povečanje ekskluzivne licenčnine na 1 milijardo dolarjev v vsakem štiriletnem obdobju med svetovnimi prvenstvi FIFA, s hkratno omejitvijo obsega te ekskluzivnosti na asociacijske nogometne simulacijske igre. EA pa je želel razširiti blagovno znamko na nove podvige video iger, kot je na primer e-šport, inovativno področje, ki ga FIFA ni želela deliti z drugimi razvijalci ali pa bi ji dala licenco. Po poročilu je FIFA izdala izjavo, v kateri je poudarila, da so pogajanja s EA zastala. FIFA je trdila, da ima "dolžnost podpreti svojih 211 združenj članic, da v celoti izkoristijo priložnosti, ki so se pojavile v zadnjih letih." FIFA se je tudi zavezala, da bo še naprej organizirala turnirje v e-športu, ki temeljijo na spretnostih, v skladu z nedavno predstavljeno tekmovalno strukturo FIFAe in potrošniško blagovno znamko. FIFA je menila, da mora vsaka licenčna pogodba "vključevati več kot eno stranko, ki nadzira in izkorišča vse pravice." EA pa meni, da bi opustitev imena FIFA le malo vplivala na igralsko izkušnjo, saj licence lige in ekip ne bi bile prizadete. EA je predlagal možno nadomestno ime za serijo, imenovano EA Sports FC. Zadnja igra, izdana pod oznako FIFA, je bila FIFA 23 leta 2022.
Dne 2. marca 2022 sta EA, skupaj s FIFA, NHL in NHL Players' Association, IIHF ter F1, napovedala odstranitev vseh svojih imen in licenčnih pravic, vključno z logotipi, ki se nanašajo na ruske in beloruske ekipe v igrah FIFA 22 in NHL 22. Ta odločitev je bila sprejeta kot odziv na nedavne dogodke, povezane z rusko invazijo na Ukrajino. Posledice odstranitve so se odražale tudi v razvoju igre F1 22, kjer je Nikita Mazepin iz ekipe Haas F1 bil zamenjan s Kevinom Magnussenom, Velika nagrada Rusije pa je bila izključena iz zasedbe dogodkov. Poleg tega so bili odstranjeni logotipi sponzorja Mazepina, Uralkalija.

### PC igrice
Za leto igre 2003 ter od leta 2006 do 2008 je EA izdal kompilacije naslovov EA Sports za operacijski sistem Windows, ki so bile poimenovane "Year Number" Collection.    
V juniju 2009 je EA Sports napovedal, da ne bodo izdali računalniških različic iger Madden NFL, NCAA Football, NASCAR, NHL, NBA Live in Tiger Woods PGA Tour za leto 2010. Serija NCAA Football ni bila na voljo za osebne računalnike že od leta 1998, zadnja računalniška igra v seriji Tiger Woods pa je bila Tiger Woods PGA Tour 08. Serija NASCAR ni imela različice za osebne računalnike od NASCAR SimRacing leta 2005, zadnja igra v seriji Madden za PC pa je bila Madden NFL 08. Zadnja računalniška igra v seriji NHL je bila NHL 09, medtem ko je bila NBA Live 08 zadnja različica za osebne računalnike v okviru serije NBA Live.
V istem času je vodja EA Sports, Peter Moore, omenil izzive, povezane s piratstvom, in dejstvo, da je "PC kot platforma za pristne, licenčne, simulacijske športne igre radikalno upadel v zadnjih treh letih, saj so naslednje generacije konzol privabile milijone potrošnikov."
Kljub izzivom na področju izdajanja športnih iger na osebnih računalnikih je serija FIFA še naprej izhajala na tej platformi. Pomembno je omeniti, da je prvič po letu 2008 za osebne računalnike izšla igra Madden NFL 19. Po prevzemu podjetja Codemasters s strani EA je bilo napovedano, da bo serijo F1 izdal tudi na osebnem računalniku.

### PlayStation Home
Dne 23. aprila 2009 je EA Sports izdal dolgo pričakovano virtualno okolje "EA Sports Complex" za spletno skupnost PlayStation 3, znanstveno utemeljeno na PlayStation Home v evropski in severnoameriški različici. V tem kompleksu uporabniki lahko sodelujejo v različnih mini igrah, kot so poker, dirkanje s kartingom, golf, poleg tega pa vključuje tudi Virtual EA Shop. V okviru kompleksa so na voljo tudi številni oglasi za prihajajoče igre EA Sports. Vsaka mini igra v kompleksu prinaša različne nagrade. Razvoj EA Sports Complex za EA Sports je izvedlo podjetje Heavy Water, specializirano za razvoj v virtualnem okolju PlayStation Home.
Sprva je kompleks vseboval le dve sobi: EA Sports Complex in EA Sports Complex Upstairs. V športnem kompleksu EA so potekale dirke, poleg tega pa je bil na voljo tudi prostor za golf, vendar ni bil dostopen za igranje. Zgornja soba je imela štiri poker mize, ki so bile uporabnikom na voljo kadar koli. S posodobitvijo 18. junija 2009 se je ime kompleksa spremenilo v EA Sports Racing Complex, medtem ko se je zgornja soba preimenovala v EA Sports Complex Green Poker Room. Posodobitev je prinesla tudi nekaj sprememb, kot so odstranitev igrišča za golf, dodajanje štirih novih kart za uporabnike, ki so jih lahko uporabljali pri dirkanju, ter dodajanje ene rdeče poker mize v poker sobo.
V posodobitvi z dne 2. julija 2009 je bil kompleks nadgrajen z dodatkom golf igrišča in še ene sobe za poker, kar je povečalo število sob na štiri; EA Sports Racing Complex, EA Sports Golf Complex, EA Sports Complex Green Poker Room in EA Sports Complex Red Poker Room. Racing Complex vključuje dirkanje s skupno osmimi progami; štiri na vsaki strani kompleksa. Golf Complex vsebuje dve igrišči za vadbo golfa; eno na vsaki strani kompleksa. Golf Pro-shop je napovedan, da bo kmalu na voljo v Golf Complexu. Green Poker Room vsebuje štiri zelene poker mize, ki so na voljo za igro kadarkoli. Red Poker Room prav tako vključuje štiri rdeče poker mize, vendar morajo uporabniki imeti 2000 točk za igro v tej sobi.
Dne 16. julija 2009 je EA Sports dodal še eno sobo v kompleks, kar je povečalo število sob na pet. Ta nova soba je igralni prostor za igro Fight Night Round 4, imenovan "Club Fight Night". V tem prostoru je na voljo tudi mini igra, imenovana "Club DJ", in kmalu je bil na voljo tudi robotski boks.
Dne 30. julija 2009 je EA Sports v kompleksu EA Sports Complex dodal črno poker mizo v rdečo poker sobo, ki je bila namenjena igralcem višjih ravni. V prihodnosti naj bi za to mizo postala na voljo tudi posebna soba, podobna zeleni in rdeči poker sobi. V zeleno poker sobo so prav tako dodali peto zeleno mizo. Posodobitev je prinesla tudi EA Sports Pro Shop, kjer so uporabniki lahko kupili opremo za boks in pohištvo iz igre Fight Night Round 4, pri čemer je bil Pro Shop lociran v Racing Complexu. Posodobitev z dne 16. avgusta 2009 je zamenjala peto zeleno mizo v zeleni poker sobi z rdečo mizo. Poleg tega so zmanjšali število točk za črno mizo s 20.000 na 10.000. Nadaljnja posodobitev z dne 27. avgusta 2009 je vključevala različne izboljšave, kot so semaforji za vsako raven igre (zeleno, rdečo in črno), izboljšana berljivost kart, dodatni sedeži ob poker mizah, odstranitev igralca med zaklepom med igranjem pokra in vračilo žetonov igralcu ob odstranitvi (ne vrne ob prekinitvi povezave doma) med igranjem pokra.
Dne 9. oktobra 2009 je EA Sports izdal EA Sports Complex za japonsko različico Home. Hkrati so predstavili tudi drese lige NFL za vsako ekipo v ligi, ki so bili na voljo za nakup v športnem kompleksu EA in nakupovalnem kompleksu Home. Sodelovanje med EA Sports in ekipo Home je privedlo do ustvarjanja ter distribucije ekskluzivnih virtualnih predmetov v podporo nacionalnega meseca ozaveščanja o raku dojk. Celoten izkupiček od prodaje teh predmetov je bil namenjen fundaciji Brees Dream, ki podpira raziskave raka dojke in programe ozaveščanja. Med temi predmeti so bili črni dresi z roza številko 9 na sprednji strani in imenom Brees v roza barvi na zadnji strani. Ti dresi so bili na voljo za nakup od 15. oktobra 2009 do 25. novembra 2009. Tisti, ki so kupili majico Brees Breast Cancer, so 5. novembra 2009 prejeli brezplačen DJ komplet, ki je bil predstavljen v prostoru Club Fight Night, z dostopom v eno od dveh poker sob EA Sports Complex med 5. novembrom 2009 in 25. novembrom 2009. Dne 25. novembra 2009 sta bila producenta Fight Night Round 4, Mike Mahar in Brian Hayes, prisotna med 16. in 17. uro po pacifiškem času (19. in 20. uro po vzhodnem standardnem času) za klepet v živo s PlayStation Home skupnostjo v enem od prostorov Club Fight Night. Dne 7. januarja 2010 je EA Sports izdal univerzitetne nogometne drese NCAA v športnem kompleksu EA in v nakupovalnem kompleksu Home.
Dne 2. avgusta 2011 je EA Sports predstavil naročniško storitev, imenovano EA Sports Season Ticket. Ta storitev je omogočala naročnikom zgodnji dostop do najnovejših iger, ekskluzivnih vsebin in drugih ugodnosti. Kljub temu je leta 2015 prenehala delovati in bila nadomeščena s podobno storitvijo, imenovano EA Access. Ta nova storitev je omogočala širši dostop do raznolikih iger v EA-jevi knjižnici, vključno s posebnimi privilegiji za naročnike.

## Franšize
Večino iger EA Sports prepoznavamo glede na letnice, saj večina iger izhaja vsako leto. Kljub temu, ker je EA Sports vodilni pridobitelj uradnih licenc, ni nenavadno, da v relativno kratkem času izda več iger, ki se osredotočajo na isti šport, vendar z različnimi licencami. Na primer, FIFA: Road to World Cup 98 je bila izdana kmalu po World Cup 98, in podobno so bile izdane tudi igre, kot je FIFA Soccer Manager leta 1997 (ker EA ima licenco za svetovno prvenstvo FIFA, ki poteka v štiriletnih intervalih od leta 1998). Poleg tega so bile izdane tudi univerzitetne nogometne in košarkarske igre, ki so bile povezane z licencami Madden NFL in NBA Live.
| serija                          | Šport                       | Prva izdaja                                           | Najnovejša izdaja                                              | Prihajajoča izdaja                |
| ------------------------------- | --------------------------- | ----------------------------------------------------- | -------------------------------------------------------------- | --------------------------------- |
| Super Mega Baseball             | Baseball                    | Super Mega Baseball 4 (2023)                          | Super Mega Baseball 4 (2023)                                   |                                   |
| Madden NFL                      | Ameriški nogomet            | John Madden Football (1988)                           | Madden NFL 24 (2023)                                           |                                   |
| NHL                             | Hokej na ledu               | Hokej NHL (1991)                                      | NHL 23 (2022)                                                  | NHL 24 (2023)                     |
| EA Sports FC                    | Nogometna zveza             | EA Sports FC Mobile (2023)                            | EA Sports FC 24 (2023)                                         |                                   |
| UFC                             | Mešane borilne veščine      | EA Sports UFC (2014)                                  | EA Sports UFC 5 (2023)                                         |                                   |
| F1                              | Formula ena                 | Original: F1 2000 (2000) Codemasters : F1 2009 (2009) | Original: F1 Career Challenge (2003) Codemasters: F1 23 (2023) |                                   |
| PGA turneja                     | golf                        | PGA Tour Golf (1990)                                  | EA Sports PGA Tour (2023)                                      |                                   |
| WRC                             | Svetovno prvenstvo v reliju | EA Sports WRC (2023)                                  | EA Sports WRC (2023)                                           |                                   |
| EA Sports Univerzitetni nogomet | nogomet NCAA                |                                                       |                                                                | EA Sports College Football (2024) |

| Series                       | Sport                           | First release                       | Last release                                 |
| ---------------------------- | ------------------------------- | ----------------------------------- | -------------------------------------------- |
| FIFA                         | Association football            | FIFA International Soccer (1993)    | FIFA 23 (2022)                               |
| NBA Live                     | Basketball                      | NBA Live 95 (1994)                  | NBA Live 19 (2018)                           |
| NCAA Football                | NCAA Football                   | Bill Walsh College Football (1993)  | NCAA Football 14 (2013)                      |
| Mutant League Football       | American Football               | Mutant League Football (1993)       |                                              |
| Mutant League Hockey         | Ice hockey                      | Mutant League Hockey (1994)         |                                              |
| Mario Andretti Racing        | Auto racing                     | Mario Andretti Racing (1994)        | Andretti Racing (1996)                       |
| Australian Rugby League      | Rugby league                    | Australian Rugby League (1995)      |                                              |
| Cricket                      | Cricket                         | Cricket 96 (1996)                   | Cricket 07 (2006)                            |
| Triple Play / MVP Baseball   | MLB Baseball                    | Triple Play Baseball '96 (1995)     | MVP Baseball 2005 (2005)                     |
| NASCAR                       | Stock car racing                | NASCAR 98 (1997)                    | NASCAR 09 (2008) / NASCAR Kart Racing (2009) |
| AFL                          | Australian rules football       | AFL 98 (1997)                       | AFL 99 (1998)                                |
| FIFA Manager                 | Association football management | FIFA Soccer Manager (1997)          | FIFA Manager 14 (2013)                       |
| NCAA Basketball              | NCAA Basketball                 | NCAA March Madness 98 (1998)        | NCAA Basketball 10 (2009)                    |
| Knockout Kings / Fight Night | Boxing                          | Knockout Kings (1998)               | Fight Night Champion (2011)                  |
| Superbike                    | Superbike                       | Superbike World Championship (1999) | Superbike 2001 (2000)                        |
| Supercars                    | Supercars                       | V8 Challenge (2002)                 |                                              |
| SSX                          | Snowboarding                    | SSX (2000)                          | SSX (2012)                                   |
| Rugby                        | Rugby union                     | Rugby (2000)                        | Rugby 08 (2007)                              |
| NBA Street                   | Streetball                      | NBA Street (2001)                   | NBA Street Homecourt (2007)                  |
| NFL Street                   | Street football                 | NFL Street (2004)                   | NFL Street 3 (2006)                          |
| FIFA Street                  | Street soccer                   | FIFA Street (2005)                  | FIFA Street (2012)                           |
| MVP: NCAA Baseball           | NCAA Baseball                   | MVP 06: NCAA Baseball (2006)        | MVP 07: NCAA Baseball (2007)                 |
| Arena Football               | Arena football                  | Arena Football (2006)               | Arena Football: Road to Glory (2007)         |
| EA Sports Active             | Training                        | EA Sports Active (2009)             | EA Sports Active 2 (2010)                    |
| Grand Slam Tennis            | Tennis                          | Grand Slam Tennis (2009)            | Grand Slam Tennis 2 (2012)                   |
| MMA                          | Mixed martial arts              | EA Sports MMA (2010)                |                                              |